# Добрый сынок
«Добрый сынок» (англ. The Good Son) — американский триллер 1993 года, снятый режиссёром Джозефом Рубеном, с Маколеем Калкином и Элайджей Вудом в главных ролях.
Фильм в целом собрал неплохую кассу, но был разгромлён большинством критиков: сыгравший главную роль Маколей Калкин в то время находился на пике огромной популярности после выхода семейной комедии «Один дома», из-за чего зрители и критики в большинстве своём крайне негативно отнеслись к его резкой смене амплуа и отметили, что наличие Калкина подсознательно заставляло зрителей пытаться воспринимать фильм как комедию.
В российском прокате фильм не показывался, но был лицензионно издан на DVD в сентябре 2009 года компанией «Двадцатый Век Фокс СНГ».

## Сюжет
У 12-летнего Марка Эванса мать умирает от рака в больнице штата Аризона. Марк обещает матери, что он сделает всё, чтобы та осталась жива, но она умирает, и Марка гложет чувство горя и вины. Отец Марка, Джек, вынужден уехать в двухнедельную командировку в Токио и поэтому оставляет сына в заснеженном штате Мэн на попечение брата Уоллеса и его жены Сьюзен, думая, что непринуждённая обстановка и свежий воздух позволит Марку развеяться и набраться сил. В семье Эвансов растут ровесник Марка Генри и восьмилетняя дочь Конни. Ещё у Эвансов был трёхлетний сын Ричард, но за несколько месяцев до приезда Марка он захлебнулся в ванной во время купания. Марк и Генри сближаются, но последующее общение с Генри наводит Марка на мысль, что его двоюродный брат — зловещая дьявольская личность, «игры» которого полны насилия и жестокости. Сначала Генри пытается свалить Марка с дерева возле дома, потом с помощью своего самодельного арбалета убивает сторожевую собаку на пристани. Ещё позже Генри обманом заставляет Марка помочь ему принести на мост, проходящий над скоростной автострадой, куклу-манекена, которого он называет «Мистер Автострада» и которого он сбрасывает с моста вниз, что приводит к большой автокатастрофе, но, к счастью, всё обходится без жертв. Генри комментирует свои мотивы тем, что он так развлекается, но при этом его оболочка невинности настолько убедительна, что попытки Марка рассказать о его деяниях окружающим оказываются провальными.
Кроме того, Марк наивно полагает, что его умершая мать перевоплотилась в Сьюзен, и заявляет об этом Генри. Генри вне себя от ярости. Даже после того, как Конни чуть не гибнет в результате несчастного случая на катке (который также подстроил Генри после того, как ему стало ясно, что Конни сблизилась с кузеном и перестала его слушаться), заявления Марка по-прежнему считаются детской выдумкой; все считают, что он только понапрасну бередит рану Сьюзен, которая ещё не отошла от потери своего младшего ребёнка. Однажды ночью Марк застаёт на кухне Генри, полагая, что маленький садист пытается отравить целую семью. Он пытается избавиться от всей пищи в доме, но Сьюзен и Уоллес останавливают его и отправляют Марка к психологу, полагая, что у мальчика, травмированного смертью матери, развиваются навязчивые страхи. Между тем Сьюзен совершенно случайно обнаруживает арсенал игрушек Генри, среди которых исчезнувшая мистическим образом в день гибели Ричарда игрушечная резиновая утка. Она пытается поговорить об этом с Генри, но он утверждает, что взял утку на память о Ричарде, и просит Сьюзен вернуть её обратно, потому что до Ричарда она принадлежала ему. Сьюзен отказывается, так как она долго её искала, а Генри знал это и не говорил ей, что она у него. Генри в ярости пытается вырвать игрушку из рук Сьюзен и та догадывается, что Генри утопил Ричарда в приступе сильной ревности.
Чуть позже Марк слышит от Генри прозрачный намёк на то, что Сьюзен скоро умрёт. В приступе гнева и страха он приставляет к горлу Генри швейные ножницы, но Уоллес разнимает сцепившихся мальчишек и запирает «опасного» Марка в одной из комнат дома. Тем временем домой возвращается Сьюзен, которую Генри перехватывает на входе. Однако она сама хочет поговорить с сыном и поэтому позволяет Генри увести себя от дома. Сьюзен пытается выяснить у Генри правду о гибели Ричарда и тот, в конце концов, не выдерживает и косвенно показывает, что именно он утопил Ричарда. Сьюзен впадает в отчаяние и просит Генри им довериться. Но Генри отказывается ей верить, утверждая, что Сьюзен теперь хочет от него избавиться. Он бежит к прибрежному утёсу недалеко от дома и Сьюзен бежит за ним. Она останавливается на краю утеса, думая, что Генри уже спрыгнул, однако тот выбегает из-за ближайшего куста и сталкивает мать с обрыва. Сьюзен, падая, хватается за выступ скалы, а наверху Генри поднимает в руках здоровенный камень, но ему мешает подоспевший Марк, убежавший из дома. Мальчики сцепляются в драке на краю скалы, в то время как Сьюзен карабкается наверх. Но когда она выбирается, то именно в этот момент ребята скатываются с края скалы. Сьюзен едва успевает схватить каждого мальчика по руке, но у неё не хватает сил вытащить обоих. Сьюзен на перепутье: Генри, демонстрируя стойкое хладнокровье, говорит что любит её и просит «дать обе руки», в то время как Марк (чья рука уже почти выскальзывает) в панике только просит Сьюзен не отпускать его. Окончательно осознав, что Генри потерян для неё в любом случае, Сьюзен втаскивает Марка на утёс, после чего они вдвоём смотрят, как тело Генри смывается волнами с прибрежных камней.
Финал фильма демонстрирует панорамный пролёт над горами Аризоны во время заката и Марка, стоящего на одной из вершин и размышляющего за кадром о смерти Генри и о том, какой бы выбор сделала Сьюзен, если бы вся ситуация на утёсе повторилась снова, но в итоге приходит к выводу, что этот вопрос для него останется вечным, потому что он его никогда никому не задаст.

## В ролях
| Актёр            | Роль   |
| ---------------- | ------ |
| Маколей Калкин   | Генри  |
| Элайджа Вуд      | Марк   |
| Венди Крюсон     | Сьюзен |
| Дэвид Морс       | Джек   |
| Дэниэл Хью-Келли | Уоллес |
| Жаклин Брукс     | Элис   |
| Куинн Калкин     | Конни  |

## Производство

### Подготовка
После завершения своего романа «Дитя во времени» в 1988 году английский писатель Иэн Макьюэн получил от «20th Century Fox» предложение написать сценарий о зле, которое могло бы быть связано с детьми. Требование было только одно: низкобюджетное, но в то же время зрелищное кино, однако, не рассчитанное на массового зрителя (по замыслу кинокомпании, это не должен был быть блокбастер, хотя и приличную кассу он тоже должен был собрать).
Тем не менее, первоначальный сценарий Макьюэна «Fox» посчитала недостаточно коммерчески успешным, из-за чего сценарий гулял по Голливуду, пока его не нашла независимый продюсер Мэри Энн Пейдж. Ей сценарий понравился и она в течение трёх лет пыталась сдвинуть проект с мёртвой точки (в этот период на роль Генри был утверждён Майкл Клесик, режиссёром должен был стать Брайан Гилберт, а снимать фильм собиралась «Universal Studios»), но каждый раз производство приостанавливалось из-за нехватки финансирования. Тем временем «20th Century Fox» выпустила два кассовых кинохита — «Один дома» и «Молчание ягнят», — и, увидев, насколько успешными были в прокате детский фильм и экстремальный триллер, в 1991 году заново рассмотрела сценарий и всё-таки решила за него взяться. Режиссёром был назначен Майкл Леман, сопродюсером — Лоуренс Марк, Мэри Стинберджен была выбрана на роль Сьюзен Эванс, а Джесси Брэдфорд — на роль Генри. Роль Марка была предложена Чарли Корсмо, но тот за несколько лет до этого решил закончить свою актёрскую карьеру. Макьюэну тем временем было велено переписать сценарий и к ноябрю 1991 года был утверждён бюджет в 12 миллионов долларов, а основным местом съёмок был выбран штат Мэн.
Процесс подготовки внезапно был прерван, когда отец Маколея Калкина Кристофер Калкин, который был одновременно его менеджером и имел влияние в Голливуде из-за славы Маколея, возжелал, чтобы его сын играл главную роль в этом фильме. Желая доказать способность Маколея сыграть отрицательную роль, Кристофер поставил «Fox» условие, что позволит участие Маколея в съёмках сиквела «Один дома 2: Потерявшийся в Нью-Йорке», если он сыграет в «Хорошем сыне». «Fox», благо оба фильма снимала она, а Маколей имел тогда в некотором роде финансовую привлекательность, согласилась на эти условия. Но съёмки «Один дома 2» должны были начаться в декабре, из-за чего производство «Хорошего сына» было отложено на целый год. В этот период Мэри Стинберджен выбыла из проекта, а между тем на роль Марка был утверждён Элайджа Вуд. К началу съёмок из-за рабочих противоречий проект покинули Майкл Леман и Лоуренс Марк, а Кристофер Калкин, который в этот период пытался протолкнуть в кино других своих детей, настоял на том, чтобы одну из ролей в фильме сыграла его дочь Куинн, а в качестве замены режиссёра он настоял на кандидатуре Джозефа Рубена. Параллельно бюджет фильма увеличился к тому моменту до 20 миллионов.
Макьюэн, который под руководством Рубена вновь начал переписывать сценарий, окончательно упростив его по сравнению с изначальным вариантом, в конечном итоге тоже был отстранён от работы, и для окончательно обработки сценария был нанят другой сценарист, Дэвид Локери. Тем не менее, Макьюэн успел выдвинуть соответствующие претензии, благодаря чему в титрах только он значится как автор сюжета и сценария.

### Съёмки
Съёмки начались 19 ноября 1992 года и закончились 25 марта 1993 года. Хотя действие происходит в штате Мэн, большая часть съёмок прошла в штате Миннесота. В Миннесоте же была снята сцена финальной борьбы Марка с Генри на утёсе. По сценарию предполагалось, что утёс расположен на берегу Атлантического океана, но подходящий утёс так и не был найден, и после многочисленных экспедиций по всей стране под конец был выбран утёс на скалах Пэлисэйд-Хэд на озере Верхнее. Высота утёса составляла 180 футов (почти 55 метров) от поверхности воды, но для съёмок финальной драки Марка и Генри на него установили бутафорскую имитацию из древесины и гипса, покрытого резиной, что увеличило его высоту ещё на 10 футов. В бутафории были сделаны маленькие дырочки, через которые к актёрам были протянуты страховочные тросы. Таким образом Калкин и Вуд, катаясь по поверхности «утёса», не могли пораниться или свалиться вниз. Для ракурсов, снятых сверху вниз, использовались моторные лодки, которые кружили вокруг утёса и своими бурунами создавали эффект океанских волн. Хотя в сцене были задействованы дублёры, в сценах, где мальчики уже висят, держась за руки Сьюзен, Маколей Калкин и Элайджа Вуд снимались сами, что позволило заснять нормальные кадры с их лицами без использования крупных планов. Для этого они в течение 6 недель до этой сцены тренировались с координатором Джеком Гиллом так, чтобы они могли свободно висеть на высоте 180 футов.
Ричард и Конни Эвансы были сыграны реальным братом и сестрой Маколея — Рори и Куинн Калкин.

## Новеллизация
Параллельно с выходом фильма была выпущена небольшая его литературная обработка, выполненная Тоддом Стрейссером (он же новеллизировал предыдущий фильма с Маколеем Калкиным «Один дома»). Новеллизация местами сильно расходится с фильмом и изображает Генри как обычного социопата (в фильме же намекается, что Генри, своего рода, — воплощение зла в человеческом облике), но так же немного расширяет его образ (в новеллизации Сьюзен, в конечном итоге, обнаруживает, что Генри просто не способен чувствовать такие вещи, как любовь или горе, а наслаждение, которое он испытывает, мучая других, является как раз одной из тех немногих вещей, которые он способен чувствовать). Новеллизация имеет несколько альтернативных ходов в сюжете (Уоллес и Сьюзен, как и в фильме, уезжают в ресторан на ужин, но вскоре возвращаются, потому что Сьюзен к тому моменту уже начинает казаться, что в их доме что-то не так) и альтернативный финал, где Марк приезжает к дяде и тёте спустя год и они с Сьюзен идут на могилу Генри, где на надгробии в качестве эпитафии изображена цитата Лао-цзы: «Без тьмы не может быть и света» (Сьюзен в этой сцене говорит Марку, что до сих пор любит Генри).

## Отзывы критиков
На сайте-агрегаторе рецензий Rotten Tomatoes 25 % из 28 отзывов критиков являются положительными, со средней оценкой 4,6/10. Консенсус сайта гласит: «Фильм „Добрый сынок“ не достаточно хорош, чтобы реализовать свой волнующий потенциал: ему не удаётся вызвать сильное напряжение, а Маколей Калкин неубедителен в роли психопата». Metacritic поставил фильму 45 баллов из 100 на основании 17 отзывов критиков, что свидетельствует о смешанных отзывах. Зрители, опрошенные CinemaScore, поставили фильму среднюю оценку «B» по шкале от A+ до F.